# Libnotes apicifusca
Libnotes apicifusca là một loài ruồi trong họ Limoniidae. Chúng phân bố ở miền Australasia.